# デオキシヌクレオシドキナーゼ
デオキシヌクレオシドキナーゼ(Deoxynucleoside kinase、EC 2.7.1.145)は、以下の化学反応を触媒する酵素である。
ATP + 2'-デオキシヌクレオシド {\displaystyle \rightleftharpoons } ADP + 2'-デオキシヌクレオシド-5'-リン酸
従って、この酵素の基質はATPと2'-デオキシヌクレオシドの2つ、生成物はADPと2'-デオキシヌクレオシド-5'-リン酸の2つである。
この酵素は転移酵素、特にアルコールを受容体とするホスホトランスフェラーゼに分類される。この酵素の系統名は、ATP:2'-デオキシヌクレオシド 5'-ホスホトランスフェラーゼ(ATP:deoxynucleoside 5'-phosphotransferase)である。

## 構造
2007年末時点で、5つの構造が解明されている。蛋白質構造データバンクのコードは、1OE0、1OT3、1ZM7、1ZMX及び2JCSである。